# Galerita forreri
Galerita forreri är en skalbaggsart som beskrevs av Bates. Galerita forreri ingår i släktet Galerita och familjen jordlöpare. Inga underarter finns listade i Catalogue of Life.